# Органджали
Органджали (на македонска литературна норма: Органџали) е село в община Дойран на Северна Македония.

## География
Селото е разположено в планината Боска, северозападно от Дойран.

## История
През XIX век селото е чисто турско. В „Етнография на вилаетите Адрианопол, Монастир и Салоника“, издадена в Константинопол в 1878 година и отразяваща статистиката на населението от 1873 година, Органджили е посочено като село със 76 домакинства, като жителите му са 184 мюсюлмани. Според статистиката на Васил Кънчов („Македония. Етнография и статистика“) от 1900 година Органджели е населявано от 420 жители, всички турци.
Според Димитър Галев турците от Органджели унищожават християнското село Икимци. Като отмъщение през 1912 година чети на ВМРО, доброволци от Николич и други села, както и български войници обкръжават селото, извеждат от него 75 турци от селото, определени като зулумджии и ги убиват.
Според преброяването от 2002 година селото има 21 жители, всички турци.
| Националност     | Всичко |
| северномакедонци | 0      |
| албанци          | 0      |
| турци            | 21     |
| роми             | 0      |
| власи            | 0      |
| сърби            | 0      |
| бошняци          | 0      |
| други            | 0      |